# Lubka Kolessa
Lubka Kolessa (ukrainisch Любов Олександрівна Колесса Ljubow Oleksandriwna Kolessa; * 19. Mai 1902 in Lemberg, Galizien, Österreich-Ungarn, heute Lwiw, Ukraine; † 15. August 1997 in Toronto, Kanada) war eine ukrainische Pianistin und Musikpädagogin.

## Leben
Lubka Kolessa stammte aus einer musikalischen Familie in der es mehrere Komponisten und einen Cellisten gab. Ihr Onkel Filaret Kolessa war ein bekannter Ethno-Musikwissenschaftler, der sich der Erforschung ukrainischer Volksmusik widmete, ihr Cousin Mykola Kolessa war ein bedeutender ukrainischer Komponist und Dirigent, ihre Schwester Chrystia (Wien 1916 – Ottawa 1978) war eine bedeutende Cellistin.
Ihren ersten Unterricht bekam Lubka Kolessa von ihrer Großmutter, die bei einem Chopin-Schüler Klavier studiert hatte. 1904 zog die Familie nach Wien, da ihr Vater, der Universitätsprofessor Oleksandr Kolessa als Abgeordneter in den österreichischen Reichsrat gewählt worden war. In Wien studierte sie an der Musikakademie Wien bei Louis Thern und Emil von Sauer.
Spektakulär war 1918 die Auszeichnung der gerade 16-Jährigen mit dem Österreichischen Staatspreis sowie dem Bösendorfer-Preis. 1920 erlangte sie ihr Diplom. Am 14. März 1924 gab sie ihr Debüt mit den Berliner Philharmonikern. Die junge Pianistin spielte nun als Solistin mit den besten Orchestern und Dirigenten Europas und hatte sich bald den Ruf einer hervorragenden Solistin erworben. Sie gab fast jährlich Konzerte in Berlin.
1928 unternahm sie eine triumphale Tournee in ihre Heimat, die damals sowjetische Ukraine, der sie sich stark verbunden fühlte. Im Spätjahr 1928 spielte sie als letzte klassische Pianistin in Freiburg im Breisgau sechs Stücke auf Klavierrollen für das Reproduktionsklavier Welte-Mignon ein, darunter Nestor Nyžankovskijs Variationen über ein ukrainisches Volkslied. 1929 und 1930 besuchte sie Meisterkurse bei Eugen d’Albert, der ihren Stil stark beeinflusste.
Kolessa ging 1937 nach England. Am 21. Mai 1937 spielte sie in ukrainischer Nationaltracht ein Konzert im britischen Fernsehen. 1938 unternahm sie eine sehr erfolgreiche Tournee durch Südamerika. Bis 1939 konzertierte sie auch noch auf dem europäischen Kontinent und nahm im selben Jahr in Deutschland eine Serie Schallplatten für His Master’s Voice auf. Am 13. März 1939, zwei Tage vor dem Einmarsch der deutschen Truppen, heiratete sie in Prag den britischen Diplomaten Tracy Philipps. Auf dem Höhepunkt ihrer Karriere als Konzertpianistin übersiedelte sie 1940 von England nach Ottawa in Kanada. Seit 1942 lehrte sie am Royal Conservatory of Music in Toronto, von 1955 bis 1966 an der École de Musique Vincent-d'Indy in Montreal, von 1960 bis 1971 an der Montrealer McGill University sowie 1959 und 1960 in New York am Ukrainian Music Institute und auch dem Conservatoire de Musique et d'Art Dramatique de la Province de Quebec.
Sie gab zahlreiche Konzerte in Nord- und Südamerika und galt als eine der besten und gesuchtesten Pianistinnen des Kontinents. 1954 spielte sie noch einmal in Europa, unter anderem trat sie erneut mit den Berliner Philharmonikern auf, beendete anschließend ihre Konzerttätigkeit weitgehend und widmete sich vorwiegend ihren Lehrtätigkeiten.
Zu ihren Schülern zählten u. a. Komponisten wie Clermont Pépin und John Hawkins, Dirigenten wie Mario Bernardi und Pianisten wie Howard Brown.
2003 wurde anlässlich ihres 100. Geburtstags 2002 an der McGill University ein Stipendium zu ihrem Gedächtnis eingerichtet, der Lubka Kolessa Piano Scholarship Fund.

## Hörbeispiel
- Lubka Kolessa spielt für Welte-Mignon (Notenrolle von 1928) Frédéric Chopin: Mazurka No. 23 D-Dur Op. 33, 2 *anhörenⓘ/?